# Senecio cadiscus
Senecio cadiscus é um género botânico pertencente à família Asteraceae endêmica a região do Cabo Ocidental da África do Sul, onde suas populações fragmentadas estão ameaçadas e em declínio, devido ao excesso de pastoreio de gado, enchimento das zonas úmidas, invasão de plantas exóticas e eutrofização, diminuindo em mais de 70% nos últimos 100 anos.

## Descrição
Esta planta aquática cresce em lagos temporários, flutuante ou emergente e, por vezes, terrestre ao longo das margens do lago. As plantas jovens são submersas e a floração ocorre em agosto e setembro.
tem folhas flutuantes estreitas e pequenas flores brancas. O fruto é uma cipsela com papus de cerdas grossas e pequenos tufos de pêlos que se tornam pegajosos e viscoso quando molhados que podem ser adaptações zoocóricas no qual as sementes são dispersas pelos animais, talvez aquáticos.
Esta planta era conhecida como Cadiscus aquaticus, a única espécie do gênero monotípico Cadiscus, até análises filogenéticas moleculares indicaram claramente que se tratava de uma espécie de Senecio. Foi mudado para lá e renomeado S. cadiscus em 2009, mas algumas autoridades ainda aceitam o antigo nome.